# المتحف الوطني للفنون الجميلة (الجزائر)
 المتحف الوطني للفنون الجميلة بالجزائر العاصمة، بحوالي 8000 قطعة فنية، يعد أكبر متحف للفنون الجميلة في شمال أفريقيا، وفي أفريقيا وكذلك بالشرق الأوسط.

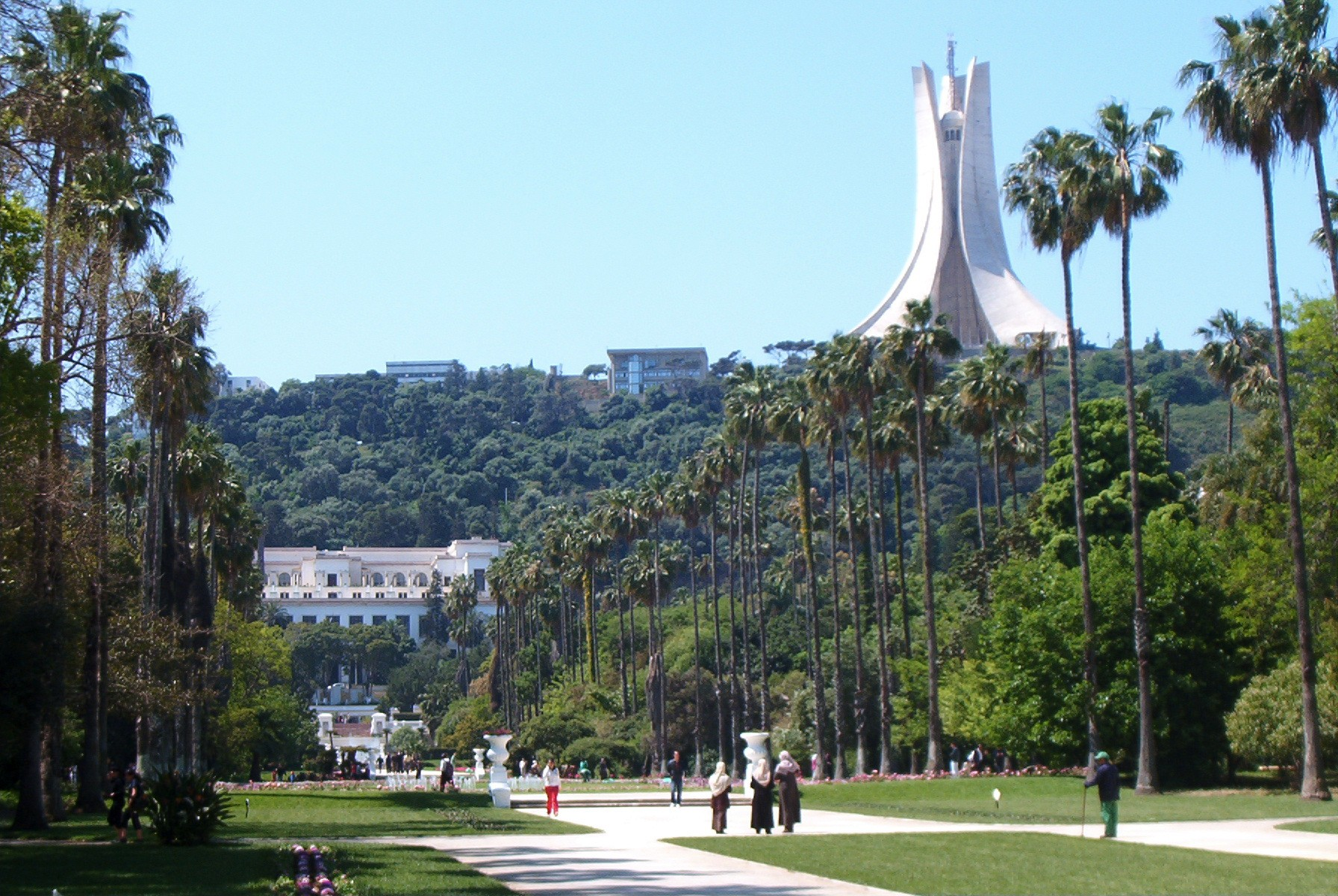
رؤية المتحف من جهة حديقة التجارب بالحامة

## تاريخه
شيد في الأصل في الورشات المتداعية للمؤسسة المتخصصة في الفنون الجميلة لصاحبها الفنان هيبوليت لازيرج عام 1875 من طرف بلدية الجزائر أين احتفظ بأعماله الفنية. لم تصبح متحفا كاملا حتى 1897 أين جمعت فيه مجموعة من الأعمال الفن القديم والفنون الإسلامية، أين خصصت لها مجرد مدرسة عادية. في 1908، وبعد إخلاء ثكنة عسكرية تقع في موقع فندق السفير حاليا لتخصص للفن. والذي ترأس المتحف حتى 1910 تشارلز دي غالون.
مع افتتاح فيلا عبد اللطيف، صارت الحاجة كبيرة، وأموكلة ت لالمهمة لمهندس مغمور هو بول غيون. واختير لها موقع بالحامة، بجوار حديقة التجارب، التي لا تبعد كثيرا عن فيلا عبد اللطيف، على تلة الخنازير البرية.
متحف الفنون الجميلة، افتتح يوم 5 مايو 1930، ليفتتح رسميا للجمهور في نيسان / أبريل 1931. مجموعات بدأت تتشكل في عام 1927، وهو المتخصص في تاريخ الفن جون ألازارد، في حينها عميد كلية الفنون في الجزائر أعطي مسؤولية هذه المهمة. في الفترة ما بين 1930 إلى 1960 هناك ثلاث موجات اقتناء رئيسية ستعطي للمتحف قيمة جوهرية. الحادث الفريد من نوعه في تاريخ المتحف، كان في الذكرى المئوية للاحتلال أين تم جلب 498 قطعة في سنتين فقط: كما دخول القطع انتقائي وميله للنحت المعاصر لأسماء كبيرة ومهمة في تاريخ الفن. كما تم تزويده أعمال محلية: أزواو معمري، محمد راسم تمام، هامش.
قبيل الاستقلال تم تفجير المتحف من طرف منظمة الأقدام السوداء oas ، وتم نقل نحو 300 عمل إلى باريس في نيسان / أبريل 1962 ووضعت في إلى اللوفر. جون موزونسول، في تشرين الثاني / نوفمبر 1962 عين أمينا للمتحف (والذي أصبح يسمى المتحف الوطني للفنون الجميلة)
وفي إطار التعاون الثقافي، وبناء على طلب من وزارة التربية والتعليم في الجزائر، تم إعادة فتحه في يوليو 1963 وانتهت مفاوضات مكثفة في كانون الأول / ديسمبر 1968 إلى عودة 157 لوحة و136 رسم "على الرغم من أنه ومنذ البداية اعترف أندريه مالرو، وزير الثقافة آنذاك، بأن هذه الأعمال تعود ملكيتها للجزائر، كما قول. موزونسول، محافظ المتحف حتى 1970، في نفس الوقت بدأت سياسة اقتناء الأعمال الفنية الجزائرية أين إضافة أعمال كل من، باية، عبد الله بناطر عبد القادر قرمازي، محمد خدة، دينيس مارتينيز. زيادة على مجموعة هامة من الأعمال الفنية قدمها بعض الدول كهدية لللجزائر بمناسبة استقلالها.

## مجموعة اللوحات
ها هي بعض أعمال لرسامين الأكثر أهمية.

### الفن الأوروبي
أعمال القرن الرابع عشر والخامس عشر والسادس عشر ممثلة خاصة بتيارات رئيسيين: المدرسة الإيطالية والمدرسة الشمالية أي الهولندية والفلمنكية.
والقرنين السابع عشر والثامن عشر وتمثلها المدارس الفرنسية وإيطالياالإيطالية والهولندية.
وتنحصر أعمال القرنين التاسع عشر والعشرين على المدرسة الفرنسية.
وإليك بعض الأعمال الأكثر تمثيلا.

#### الفن الألماني
بروين لو جون (1530-1607)، صورة لمرأة لجان روتينهايمر (1564-1525)، ديان وكاليبسو.

#### الفن السويسري
ويتز كونراد (1400-1446)، الميلاد.

#### الفن الفلمنكي
فرانسوا يوهانس فان دايل (-)،الطبيعة الساكنة - ثيو بالد ميشو (1676-1765)، مشهد ريفي—جاكوب غريمار (1595 -؟)، المناظر خريفية—فان موسى Uyttenbroeck (1590—1648)، والمناظر الطبيعية مع الحوريات.

#### الفن الهولندي
هندريك تير بروغن (1588-1629)، عازف العود - يان فان غون (1596-1665)،على ضفاف نهر هولندي الياس فونك (1605-1663)، الطبيعة الساكنة.

#### الفن الإيطالي
دا مودينا برنابا (1328-1386)، تعميد المسيح - جاكوبو كاروشي وبونوتورمو (1494-1557)، صورة اليساندرو دي مديسيس -- اندريا بريفيتالي (1470-1528)، صورة كوندوتيار - غيرالمو رومانيمو (1484-1566)، وسانت هيلينا تكتشف الحقيقة الصليب المدرسة كارافاغيو) 1573-1610)، عازف الناي  جوزيبي ماريا كريسبي المسمى سبانيولو (1665-1747)، الساقي—غيزلاندي فيتور غالغاريو الفرنسي (1655-1743)،  صورة شابة - جيوفاني باولو بانيني (1691-1768)، - الفاتيكان سيباستيانو ريتشي (1659-1734)، العذراء والطفل، وتحيط بها القديسين 'انجال مريتشي - ميشيل (1694-1743)، نظرة على كنيسة تحية للبندقية.

#### الفن الفرنسي

##### القرن الخامس عشر
ثلاثية للمدرسة اميان، المسيح ومريم المجدلية.